# Thomas Hennig
Thomas Hennig (* 4. September 1977 in Schlema) ist ein deutscher Politiker der CDU. Seit dem 15. August 2022 ist er Landrat des Vogtlandkreises. Zuvor war er ab 2013 Bürgermeister und ab 2019 Oberbürgermeister der Großen Kreisstadt Klingenthal.

## Leben
Thomas Hennig wuchs in Bad Brambach im Vogtland auf.
Er ist Steuerfachangestellter und arbeitete zunächst mehrere Jahre als Buchhalter und selbstständiger Berater.
Hennig ist verheiratet und hat einen Sohn.

## Karriere
2010 wurde Hennig zum ehrenamtlichen Bürgermeister von Zwota gewählt. Nachdem Zwota zwei Jahre später nach Klingenthal eingemeindet wurde, kandidierte er 2013 dort bei der Bürgermeisterwahl. Diese Wahl gewann er als Einzelbewerber mit 97,5 % der Stimmen.
2019 wurde Klingenthal große Kreisstadt, womit Hennig zum Oberbürgermeister wurde. Als dieser wurde er 2020 mit großer Mehrheit wiedergewählt.
In der Landratswahl 2022 im Vogtlandkreis erreichte er im ersten Wahlgang mit 42 % der Stimmen den ersten Platz. Im zweiten Wahlgang entfielen mit 63,4 % die meisten Stimmen auf ihn, sodass er zum Landrat des Kreises gewählt wurde. Das Amt trat er am 15. August des gleichen Jahres an.
Auf einer Veranstaltung des Vereins Lebenswertes Vogtland in der Musikhalle Markneukirchen Anfang März 2023 kündigte Thomas Hennig – auf einer Veranstaltung eines windkraftkritischen Vereins – öffentlich an, er wolle einen Bauantrag für Windkraftanlagen „so lange hinziehen, solange es rechtlich möglich ist. Dann kann man auch eine Klage gegen sich ergehen lassen.“ Dabei betonte er die kommunale Selbstverwaltung, so wolle er in Gemeinden, in welchen sich Gremien gegen den Bau der Anlagen ausgesprochen haben, die Entscheidungstragenden nicht überstimmen. Interessensvertretungen der Windenergiebranche bezweifeln jedoch, dass dieses Vorgehen rechtens ist, als Teil der Verwaltung könne er derartige Entscheidungen nicht treffen.